# (34587) 2000 SA357
2000 SA357 (asteroide 34587) é um asteroide da cintura principal. Possui uma excentricidade de 0.20019030 e uma inclinação de 7.33606º.
Este asteroide foi descoberto no dia 28 de setembro de 2000 por LONEOS em Anderson Mesa.